# The World's Biggest Gang Bang III – The Houston 620
 (avril 2023).
The World's Biggest Gang Bang III - The Houston 620 est un film pornographique américain de 1999 réalisé par Greg Alves. Le film est animé par Ron Jeremy et met en vedette Houston dans un format gang bang. Le film a remporté un AVN Award, la plus haute récompense internationale pour cette catégorie de film, en l'an 2000.